# Бизярский завод
Бизя́рский медеплави́льный заво́д — металлургический завод по выплавке меди в Западном Приуралье, действовавший с 1740 по 1863 год.

## История
Завод был основан в 2,5 верстах выше устья реки Бизярки при впадении её в реку Бабку, в 60 верстах к югу от Перми и в 50 верстах к западу от Кунгура.
Землю под строительство завода балахнинский купец П. И. Осокин сначала арендовал, а затем выкупил у ясачных татар Кунгурского уезда. В 1769 году Бизярский завод перешёл к его внучатому племяннику И. П. Осокину. Указ о строительстве завода был подписан Канцелярией Главных заводов правления 4 июля 1739 года, строительство началось в 1740 году. Датой запуска завода считается 3 марта 1741 года.
В первые годы была построена плотина и медеплавильная фабрика с 6 плавильными печами. В 1751 году в составе завода работали 6 медеплавильных печей, 1 расковочный горн, гармахерская фабрика с 2 горнами, кузница с 2 ручными горнами. Позже число медеплавильных печей было увеличено до 8. Черновая медь отправлялась для дальнейшей переработки Юговский завод Осокиных. Рудники были представлены гнездовыми месторождениями медистых песчаников и находились на расстоянии от 12 до 50 вёрст от завода. По состоянию на 1773 год завод обеспечивали 18 рудников.
В 1740-х годах среднегодовая выплавка составляла 2607 пудов, в 1750-х годах — 3891 пудов, в 1760-х годах — 3129 пуд. Рекордный объём был произведён в 1759 году — 5347 пудов. В конце XVIII века вокруг Бизярского были построены новые медеплавильные заводы (Бымовский, Аннинский, Курашимский, Юговские), что привело к дефициту сырья и снижению объёмов производства. В 1770-х годах среднегодовая выплавка снизилась до 2390 пудов, в 1780-х — до 2392 пудов, в 1790-х — до 2296 пудов. По состоянию на 1797 год на заводе работали 8 медеплавильных печей и гармахерская. Штат составляли 295 крепостных мастеровых и рабочих, а также 2597 приписных крестьян для вспомогательных работ.
В 1804 году Иван Петрович Осокин продал свои заводы, в том числе Бизярский, московскому купцу А. А. Кнауфу, который вложил средства в модернизацию оборудования и увеличил производство меди. В 1811 году выплавка составила 5096 пудов меди, в 1811—1820 годы среднегодовой объём производства достиг 3512 пудов. В дальнейшем в 1821—1830 годах из-за устаревшего оборудования и истощения рудной базы объёмы производства снизились до 2503 пудов в год. В 1860 году выплавка составила 969 пудов меди. В 1818 году Кнауф передал заводы в управление банкиру Ралль и английскому купцу Доути, но не смог расплатиться с кредиторами. В 1828 году заводы, в том числе Бизярский, были взяты в казённое управление, а в 1853 году с участием кредиторов с целью возврата вложенных средств была создана «Компания Кнауфских горных заводов».
Отмена крепостного права в 1861 году практически привела к остановке завода, не приспособленного к работе на вольнонаёмном труде. В 1861 году завод выплавил 1189 пудов меди со штатом в 337 человек, в 1862 году — 876 пудов со штатом в 30 человек, в 1863 году — 138 пудов со штатом в 17 человек. В 1863 году завод был закрыт. Всего за 122 года существования завод выплавил около 5 тыс. т меди.
В 1864 годы завод вернули в казну и выставили на публичную продажу для погашения долгов, но покупателей не нашлось.
Ныне на месте завода находится посёлок Сухобизярка.